# Blommersia kely
Espèce
Synonymes
- Mantidactylus kely Glaw & Vences, 1994

Statut de conservation UICN

 LC  : Préoccupation mineure
Blommersia kely est une espèce d'amphibiens de la famille des Mantellidae.

## Répartition

Aire de répartition de Blommersia kely.

Cette espèce est endémique de Madagascar. Elle se rencontre entre 1 000 et 1 600 m d'altitude du volcan d'Ankaratra à la commune d'Antoetra.

## Description
Blommersia kely mesure de 14 à 16 mm pour les mâles, la taille des femelles n'est pas connue. Son dos est brun clair avec des taches sombres et une bande longitudinale jaune. La face externe de ses membres est rougeâtre légèrement transparent. Son ventre est argenté et la finesse de sa peau permet de voir les organes aux travers. Sa gorge est également transparente à l'exception de deux taches blanc argenté.

## Étymologie
Son nom d'espèce, du malgache kely, « petit », lui a été donné en référence à sa taille.

## Publication originale
- Glaw & Vences, 1994 : A Fieldguide to the Amphibians and Reptiles of Madagascar - Including Mammals and Freshwater Fish. ed. 2, p. 1-331  (ISBN 3-929449-01-3)